# Gloria Osuña
Gloria Osuña, jouant aussi sous le pseudonyme de Evelyn Merril, est une actrice espagnole.

## Filmographie
- 1961 : Plácido de Luis García Berlanga : Lali
- 1963 : Les Trois Implacables (El Sabor de la venganza) de Joaquín Luis Romero Marchent (comme Evelyn Merril) : Susan Westfall
- 1963 :  César Borgia (Il duca nero) de Pino Mercanti : Lucrezia Borgia
- 1965 : X 1-7 Top Secret (Agente X 1-7 operación Océano) de Tanio Boccia : Molly
- 1965 : Julieta engaña a Romeo de José María Zabalza : Julita
- 1966 : Quelques dollars pour Django (Pochi dollari per Django) de León Klimovsky : Sally Norton
- 1967 : El halcón de Castilla de José María Elorrieta : Leonor
- 1967 : Le Magnifique Texan (Il Magnifico Texano) de Luigi Capuano : Carmen
- 1968 : Pecados conyugales de José María Forqué : Juanita
- 1968 : La Malle de San Antonio (Una Pistola per cento bare) d'Umberto Lenzi : Marjorie
- 1969 : La Patrouille des sept damnés (Comando al infierno) de José Luis Merino : une résistante
- 1975 : Divorcio a la andaluza de José María Zabalza
- 1998 : Médico de familia, série télévisée :
  - épisode 6.8 : Princesas destronadas : amie de Consuelo
- 1999 : Petra Delicado, série télévisée :
  - épisode 1.10 : Mal día, el lunes :